# Institución Libre de Enseñanza

Bandiera della Prima Repubblica spagnola.

Bandiera della Seconda Repubblica spagnola.

L'Istituto di Libero Insegnamento, alias Institución libre de Enseñanza alias ILE, è stata un'importante istituzione educativa spagnola privata che, a partire dalla caduta della Prima Repubblica spagnola, ha influenzato in senso progressista tutti gli aspetti della cultura spagnola, fino alla caduta della Seconda Repubblica in conseguenza della Guerra civile del 1936-1939 quando fu sciolta, i suoi beni confiscati e i suoi aderenti costretti all'esilio.

## Storia
L'istituto fu fondato il 16 agosto 1876 da un gruppo di professori universitari progressisti spagnoli impegnati politicamente nella Prima Repubblica spagnola.
Questi professori, dissidenti, aderenti al movimento krausista erano stati espulsi nel 1875 dalle università spagnole non volendo riconoscere i vincoli imposti dalla Restaurazione borbonica in Spagna, alla ricerca scientifica, alla cultura in generale e all'insegnamento in particolare.
Tra i fondatori della ILE possiamo annoverare Francisco Giner de los Ríos, Gumersindo de Azcárate, Nicolás Salmerón, Laureano Figuerola, che ne fu il primo Presidente, e tra i sostenitori e sottoscrittori del progetto tutti gli intellettuali più progressisti della Spagna come suo fratello Hermenegildo Giner de los Ríos, Joaquín Costa, Augusto González de Linares, Federico Rubio, Teodoro Sainz Rueda e molti altri ancora il cui elenco completo si trova nella sezione "señores accionistas", allegata allo Statuto della ILE.

## Missione
La ILE ha rappresentato in Spagna il centro delle idee più progressiste applicate all'insegnamento prima solo a livello universitario e poi esteso a tutti gli ordini di studi.
I suoi fondatori propugnavano la libertà di pensiero in tutti i campi.
Nel contesto sociopolitico della società spagnola dell'epoca, afflitta da una grave crisi politico-istituzionale, si configurò come il centro propulsore in Spagna  della cultura progressista europea come testimonia il lungo elenco di collaboratori del bollettino dell'istituto (Boletín de la Institución Libre de Enseñanza o BILE), di cui furono direttori Gabriel Rodríguez e Ramón Costa, e tra cui spiccano nomi illustri come: Bertrand Russell, Henri Bergson, Charles Darwin, John Dewey, Santiago Ramón y Cajal, Miguel de Unamuno, Maria Montessori, Lev Tolstoj, Herbert George Wells, Rabindranath Tagore, Juan Ramón Jiménez, Gabriela Mistral, Benito Pérez Galdós, Emilia Pardo Bazán, José Martínez Ruiz, Eugenio d'Ors, Ramón Pérez de Ayala, ecc.
In campo artistico facevano riferimento alla ILE i pittori cosiddetti realisti o veristi come ad esempio il Beruete e più tardi Salvador Dalí. Sarebbe però impossibile citare tutte le personalità che direttamente o indirettamente furono influenzate dalla ILE, bastino alcuni nomi come: Manuel Azaña, Julián Besteiro, José Ortega y Gasset, Federico García Lorca, Antonio Machado, Juan Ramón Jiménez, Luis Buñuel, Unamuno, Leopoldo Alas, Pedro Bosch Gimpera, ecc.
In campo sportivo il calcio fu introdotto a Madrid dai professori e dagli studenti della "ILE" tra cui c'erano molti laureati a Oxford e Cambridge. Nel 1895 costoro fondarono il Football Sky che fu il progenitore del Madrid Football Club divenuto Real Madrid nel 1920..

## Evoluzione
Sotto la spinta dei fermenti ideali e culturali della ILE si attuarono in Spagna importanti riforme istituzionali volte a modernizzare il Paese creando contemporaneamente organismi di supporto allo sviluppo e divulgazione della cultura come il Museo Pedagógico Nacional e la Junta para Ampliación de Estudios (JAE), quest'ultima, di cui fu presidente il Premio Nobel Santiago Ramón y Cajal consentiva agli studenti premiati con borsa di studio di completare la loro formazione all'estero.
Dalle ILE dipendevano anche il Centro de Estudios Históricos, l'Instituto Nacional de Ciencias Físico-Naturales e la Residencia de Estudiantes di Madrid, autentico vivaio di scrittori e artisti dove Albert Einstein tenne una delle sue conferenze nel viaggio che fece in Spagna nel 1923.
Molte altre iniziative d'avanguardia, volte alla diffusione della cultura negli strati popolari della società spagnola, fecero capo alla ILE negli anni dal 1907 al 1936 come le Colonie estive per gli scolari, l’Instituto Escuela, la Universidad Internacional de verano o le cosiddette Misiones pedagógicas.
Dopo la morte nel 1915 di Francisco Giner de los Ríos, che fu non solo il direttore ma l'anima stessa della ILE, fu istituita dal 14 giugno 1916 la Fundación Giner de los Ríos avente lo scopo di preservarne il patrimonio materiale, ideale e culturale continuando nella missione educatrice del suo fondatore di cui furono pubblicate le Opere complete.
Con la Guerra civile spagnola del 1936-1939 e la caduta della Seconda Repubblica spagnola i beni della fondazione furono confiscati e gli intellettuali progressisti spagnoli incarcerati, quando non giustiziati come Federico García Lorca, o costretti all'esilio.

Bandiera spagnola

Oggi esistono ancora in Spagna istituzioni educative che proseguono con varianti il programma pedagogico della ILE dove si sono formati intellettuali e politici spagnoli contemporanei.

## Galleria d'immagini
- La prima sede della ILE a Madrid in calle Esparteros n. 9,, su almendron.com.
- L'edificio dell'Instituto Escuela in calle Miguel Angel a Madrid, su almendron.com.
- Manuel Bartolomé Cossio con Juan Uña Gomez, discepolo della prima promozione, su almendron.com.